# 검과 샌들
검과 샌들(sword-and-sandal 또는 peplum)은 크게는 이탈리아가 제작한 역사, 신화 또는 성경 서사의 하위 장르이며 대체로 고전 고대나 중세를 배경으로 한다. 이 영화들은 삼손과 데릴라 (1949년 영화), 쿠오 바디스 (1951년 영화), 성의 (영화), 십계 (1956년 영화), 벤허 (1959년 영화), 스파르타쿠스 (영화), 클레오파트라 (1963년 영화) 등 고예산 헐리우드 역사 서사를 따라하려고 시도한다. 이 영화들은 1958년부터 1965년 사이 이탈리아의 영화 산업을 지배했으며 1965년에 궁극적으로 스파게티 웨스턴과 유로스파이 영화들로 대체되었다.

## 같이 보기
- 중세